# آتنیتسا
آتنیتسا (به صربی: Atenica) یک روستا در صربستان است که در Moravica District واقع شده‌است.
 آتنیتسا ۷٫۴۱ کیلومتر مربع مساحت و ۵۵۸ نفر جمعیت دارد و ۲۷۸ متر بالاتر از سطح دریا واقع شده‌است.